# Niteroiense Futebol Clube
Maillots
Le Niteroiense Futebol Clube (sigle : NFC) est un club sportif brésilien basé dans la ville de Niterói, dans l'État de Rio de Janeiro. Fondé le 11 mai 1913 sous le nom de Nictheroyense Football Club, le club a repris ses activités en 2024, après le transfert de l'affiliation de l'Esporte Clube Atlético Carioca au Niteroiense.

## Histoire

### Antécédents

#### Nictheroyense Football Club (1913-1980)

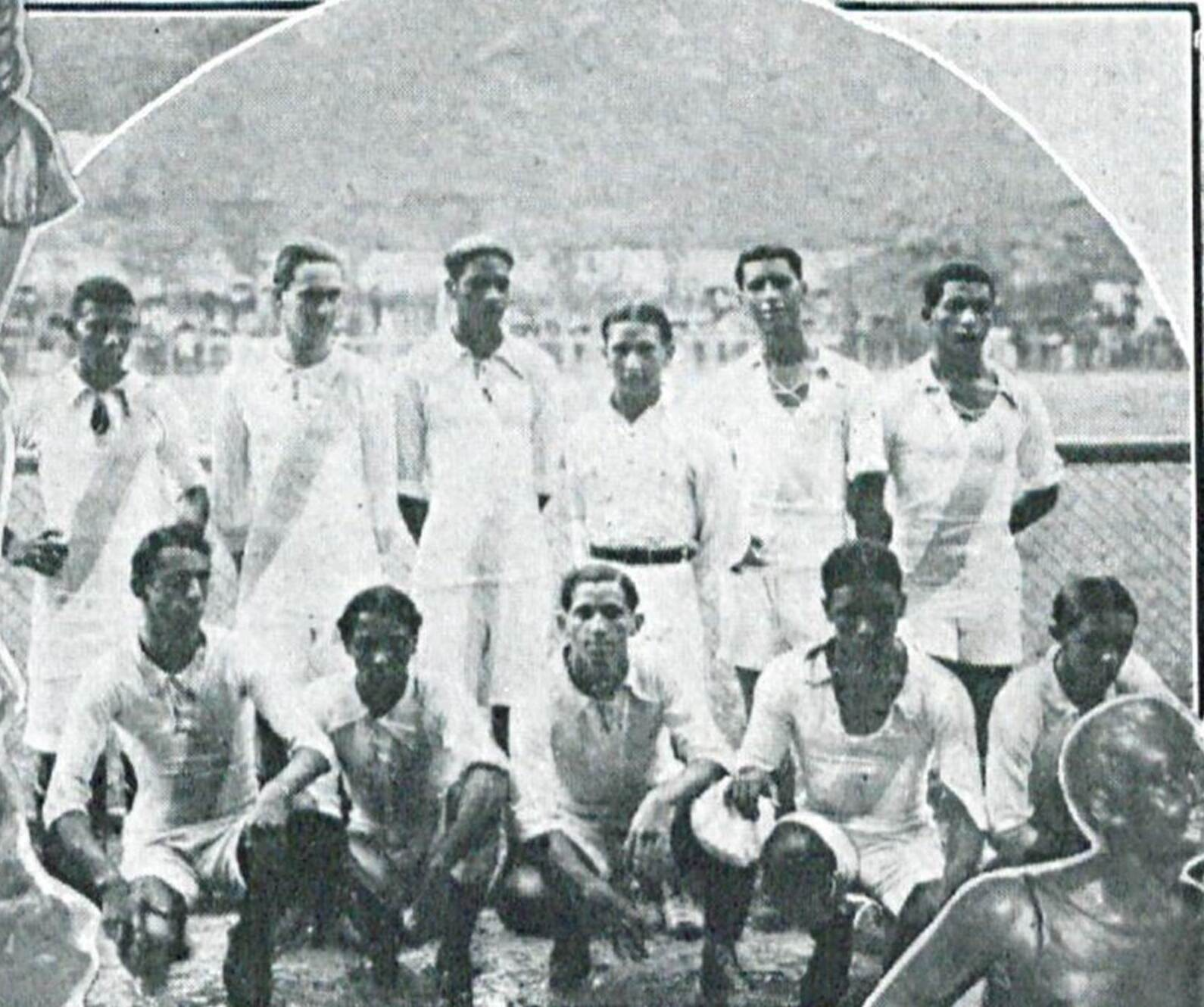
Équipe du Nictheroyense en 1917

Le Nictheroyense Football Club a été fondé en 1913, durant une période de forte effervescence sportive à Niterói, marquée par la création de plusieurs clubs de football. L'équipe jouait ses matchs sur le terrain de la rue Santa Clara, à Ponta d'Areia (pt), considéré à l'époque comme l’un des meilleurs de la ville. Elle portait des maillots blancs avec une bande bleue et fut l’un des clubs fondateurs de la Ligue Sportiva Fluminense (pt) en 1915. Le club a remporté le Championnat Fluminense de football (pt) en 1918 et le Championnat de Niterói en 1937.
Le nom du club a été changé en Niteroiense Football Clube en 1941, ainsi que son blason et ses uniformes.
Après plusieurs décennies d'activité dans le football fluminense, le Niteroiense a connu des difficultés financières et structurelles qui ont conduit à sa dissolution en 1980.

#### Esporte Clube Atlético Carioca (2012-2023)[Note 1]
L'Esporte Clube Atlético Carioca a été fondé par Maicon Villela le 21 décembre 2012. Il s’est professionnalisé en 2018, disputant la Série B2 du Championnat Carioca 2018 (pt).
Le club a été impliqué dans un scandale de manipulation de résultats en 2019, ce qui a conduit à des suspensions.
Après cela, il a brièvement changé de nom pour Porto da Pedra Futebol Clube, puis Sporting Club Metropolitano, avant de revenir à Atlético Carioca.

### Retour du Niteroiense Futebol Clube
En 2024, l’Atlético Carioca a transféré son affiliation à la FERJ (pt), permettant au Niteroiense de reprendre ses activités professionnelles. Le club a remporté la Série C du Championnat Carioca 2024 (pt) en battant le Uni Souza (pt) en finale, après une victoire aux tirs au but.
Il a également terminé troisième de la Série B2 du Championnat Carioca 2024 (pt), assurant sa promotion en Série B1 du Championnat Carioca 2025 (pt).
En 2025, toutes les catégories de base de l’Atlético Carioca ont été officiellement transférées au Niteroiense.

## Symboles

### Blason et Maillot

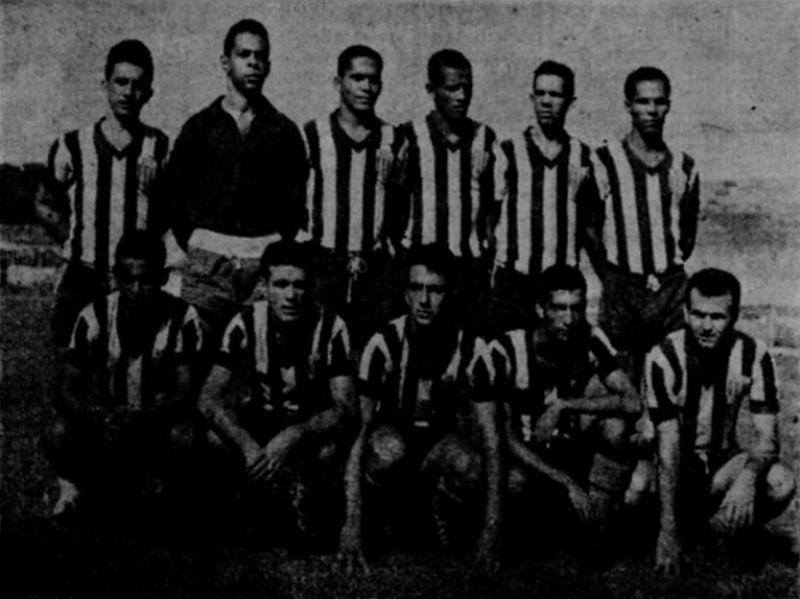
Équipe du Niteroiense en 1962

Jusqu’en 1980, les couleurs du club étaient le bleu, noir et rouge. Depuis 2024, le blason et les maillots ont été modernisés, le bleu devenant la couleur dominante, en hommage à la ville de Niterói.

### Mascotte
La mascotte du club est Arariboia (pt), un chef autochtone tupi historique, considéré comme le fondateur de Niterói.

## Stade
Le club s'entraîne actuellement au terrain de football de la Concha Acustica de Niterói (pt), mais dispute ses matchs dans d'autres stades de l'État de Rio de Janeiro, avec pour objectif de revenir à Niterói en 2025.

## Palmarès
| COMPÉTITIONS ÉTATIQUES          | COMPÉTITIONS ÉTATIQUES                       | COMPÉTITIONS ÉTATIQUES | COMPÉTITIONS ÉTATIQUES |
|                                 | Compétition                                  | Titres                 | Saisons                |
| ------------------------------- | -------------------------------------------- | ---------------------- | ---------------------- |
|                                 | Championnat Carioca - Série C (pt)           | 1                      | 2024 (pt)              |
|                                 | Championnat Fluminense (pt)                  | 1                      | 1918                   |
|                                 | Tournoi début du Championnat Fluminense (pt) | 1                      | 1923                   |
| TOURS DE COMPÉTITIONS ÉTATIQUES |                                              |                        |                        |
|                                 | Trophée Waldir Amaral                        | 1                      | 2024 (pt)              |
| COMPÉTITIONS MUNICIPALES        |                                              |                        |                        |
|                                 | Championnat de Niterói                       | 1                      | 1937                   |
|                                 | Tournoi début du Championnat de Niterói      | 2                      | 1931 et 1945           |